# トゥイーリ
トゥイーリ（イタリア語: Tuili）は、イタリア共和国サルデーニャ州南サルデーニャ県にある、人口約1,000人の基礎自治体（コムーネ）。

## 地理

### 位置・広がり

#### 隣接コムーネ
隣接するコムーネは以下の通り。
- バルーミニ
- ジェストゥリ
- ラス・プラッサス
- パウリ・アルバレーイ
- セッツ
- トゥッリ